# Bahianita
La bahianita es un mineral,  un antimoniato de aluminio, agrupado en la clase de los óxidos, que fue descrito como una especie nueva a partir de ejemplares encontrados en forma de cantos rodados en el río Pico das Almas, Paramirim das Crioulas, Bahía (Brasil), que es consecuentemente la localidad tipo. El nombre procede del estado brasileño en el que se encontró.

## Propiedades físicas y químicas
La bahianita se ha encontrado hasta el momento solamente en forma de cantos rodados, de color marrón y aspecto terroso en la parte exterior, pero incoloros o de color marrón claro y con brillo adamantino en secciones. Es el único antimoniato de aluminio natural conocido hasta la fecha, y su estructura de óxido con empaquetamiento hexagonal compacto tampoco se conocía anteriormente. Además de los elementos que aparecen en la fórmula, contiene pequeñas cantidades de wolframio y de hierro.

## Yacimientos
La bahianita es un mineral muy raro, conocido solamente en dos localidades en el mundo, la localidad tipo y la Serra da Mangabeira, en Paramirim, también en el estado de Bahía.